# Jr Blender
Philip Meckseper, conhecido artisticamente como Jr Blender, é um produtor musical e compositor alemão.